# Sirsa (Distrikt)
Der Distrikt Sirsa  (Hindi: सिरसा ज़िला; Panjabi: ਸਿਰਸਾ ਜ਼ਿਲਾ) befindet sich im nordindischen Bundesstaat Haryana. Der Distrikt befindet sich im äußersten Westen von Haryana, 230 km westnordwestlich der Bundeshauptstadt Neu-Delhi. Verwaltungssitz ist die namensgebende Stadt Sirsa. Der Distrikt erstreckt sich über die nordindische Ebene. Mit einer Fläche von 4277 km² war Sirsa bei der Volkszählung 2011 der flächenmäßig größte Distrikt Haryanas.

## Geographie
Sirsa ist der am weitesten westlich gelegene Distrikt Haryanas und überwiegend von den angrenzenden Bundesstaaten Punjab im Norden (Distrikte Bathinda und Mansa) und Rajasthan (Distrikt Hanumangarh) im Süden umschlossen. Im Osten grenzt er an den Distrikt Fatehabad von Haryana. Physiogeohgraphisch bildet der Distrikt weitgehend eine Ebene und es können drei Regionen oder Landschaftsformen unterschieden werden: die Schwemmebene des Flusses Ghaggar, höhergelegene Ebenen mit einer Höhe über dem Meeresspiegel von 190 bis 210 Metern, sowie Anhäufungen von Sanddünen. Gebiete mit Sanddünen finden sich vor allem im Süden des Distrikts. Wichtigster Fluss des Distrikts ist der Ghaggar, ein jahreszeitenabhängig fließender, im Distrikt etwa 85 km langer Fluss, der von Osten kommend in südwestliche Richtung fließt und sich dann nach Westen wendet. Der Fluss wird bei dem Ort Ottu gestaut, von wo aus zwei Bewässerungskanäle abzweigen – der nördliche und der südliche Ghaggar-Kanal. Bei starken Regenfällen während der Monsunzeit verursacht der Fluss gelegentlich Überschwemmungen.

## Klima
Im Distrikt herrscht ein subtropisches Wüstenklima mit heißen Sommern und kalten Wintern, mit Ausnahme der Monsunzeit, während der feuchte Luft ozeanischen Ursprungs eindringt. Die mittlere Maximaltemperatur beträgt 41,1 °C im Mai und Juni und die mittlere Minimaltemperatur 5,1 °C im Januar. Es können drei Jahreszeiten unterschieden werden. Die heiße Jahreszeit dauert von Mitte März bis zur letzten Juniwoche, gefolgt von der Zeit des Südwestmonsuns, die bis September andauert. Die Monate September bis Oktober (Nachmonsunzeit) bilden eine Übergangszeit, der die Wintersaison von November bis zur ersten Märzwoche folgt. Der durchschnittliche Jahresniederschlag liegt bei 318 mm und ist ungleichmäßig über das Gebiet verteilt und nimmt von Westen nach Osten hin zu. Es gibt durchschnittlich 20 Regentage im Jahr. Der Niederschlag fällt zu etwa 80 % der in der Monsunzeit, wobei Juli und August die regenreichsten Monate sind. Die restlichen 20 % der Niederschläge fallen außerhalb des Monsuns im Zuge westlicher Tiefdruckgebiete und von Gewitterstürmen. Im Allgemeinen nehmen die Niederschläge von Südwesten nach Nordosten zu.

## Geschichte
Der Distrikt kam während des Zweiten Marathenkrieges mit dem Vertrag von Surji Arjangaon vom 30. Dezember 1803 formell unter die Herrschaft der Britischen Ostindien-Kompanie. 1810 wurde das Gebiet Sirsas Teil des Delhi-Territoriums, das 1819 in die drei Distrikte Central, Southern und North-Western aufgeteilt wurde. Letzterer wurde wenig später in die Distrikte Northern und Western geteilt. Größtenteils aus dem Distrikt Western wurde im Jahr 1837 der neue Distrikt Bhattiana geformt, der durch weitere Gebietsarrondierungen 1838 und 1847 vergrößert wurde. Der Distrikt nahm am Indischen Aufstand von 1857 teil, was dazu führte, dass während der Rückeroberung durch britische Truppen zahlreiche Dörfer und Landstriche verwüstet wurden. Administrativ wechselte der Distrikt Bhattiana 1858 von den Central Provinces zur Provinz Punjab und wurde nach dem Verwaltungssitz in Distrikt Sirsa umbenannt. Im Jahr 1861 wurden 42 Dörfer an den Fürstenstaat Bikaner abgetreten. Im Jahr 1884 wurde der aus den drei Tehsils Dabwali, Sirsa und Fazilka bestehende Distrikt Sirsa wieder aufgelöst, die beiden Tehsils Dabwali und Sirsa wurden zu einem Tehsil Sirsa vereinigt und in den Distrikt Hisar eingegliedert. Im ab 1947 unabhängigen Indien war der Distrikt Hisar zunächst Teil des Bundesstaats Punjab und ab 1968 Teil des neuen Bundesstaats Haryana. 1968 wurden das Tehsil Sirsa in die beiden Tehsils Sirsa und Dabwali geteilt. Am 1. September 1975 wurden die beiden Tehsils als neuer Distrikt Sirsa aus Hisar ausgegliedert.

## Bevölkerung
Beim Zensus 2011 betrug die Einwohnerzahl 1.295.189. 10 Jahre zuvor waren es noch 1.116.649. Dies entsprach einem Zuwachs von 16 %. Das Geschlechterverhältnis lag bei 897 Frauen auf 1000 Männer. Sirsa wies damit den im Bundesstaat Haryana besonders ausgeprägten Männerüberschuss  auf. Die Alphabetisierungsrate lag bei 68,82 % (76,43 % bei Männern und 60,40 % bei Frauen) und damit merklich unter dem Durchschnitt Haryanas (75,55 %). 72,60 % der Bevölkerung waren Hindus und 26,17 % Sikhs.

## Verwaltungsgliederung
Der Distrikt war im Jahr 2011 in 4 Tehsils gegliedert:
- Dabwali
- Ellenabad
- Rania
- Sirsa

Städte im Distrikt vom Status eines Municipal Councils sind:
- Mandi Dabwali
- Sirsa

Städte vom Status eines Municipal Committees sind:
- Ellenabad
- Kalanwali
- Rania